# Râul Fofeldea
Râul Fofeldea este un curs de apă, afluent al râului Hârtibaciu. 